# Voormalige sterrenbeelden

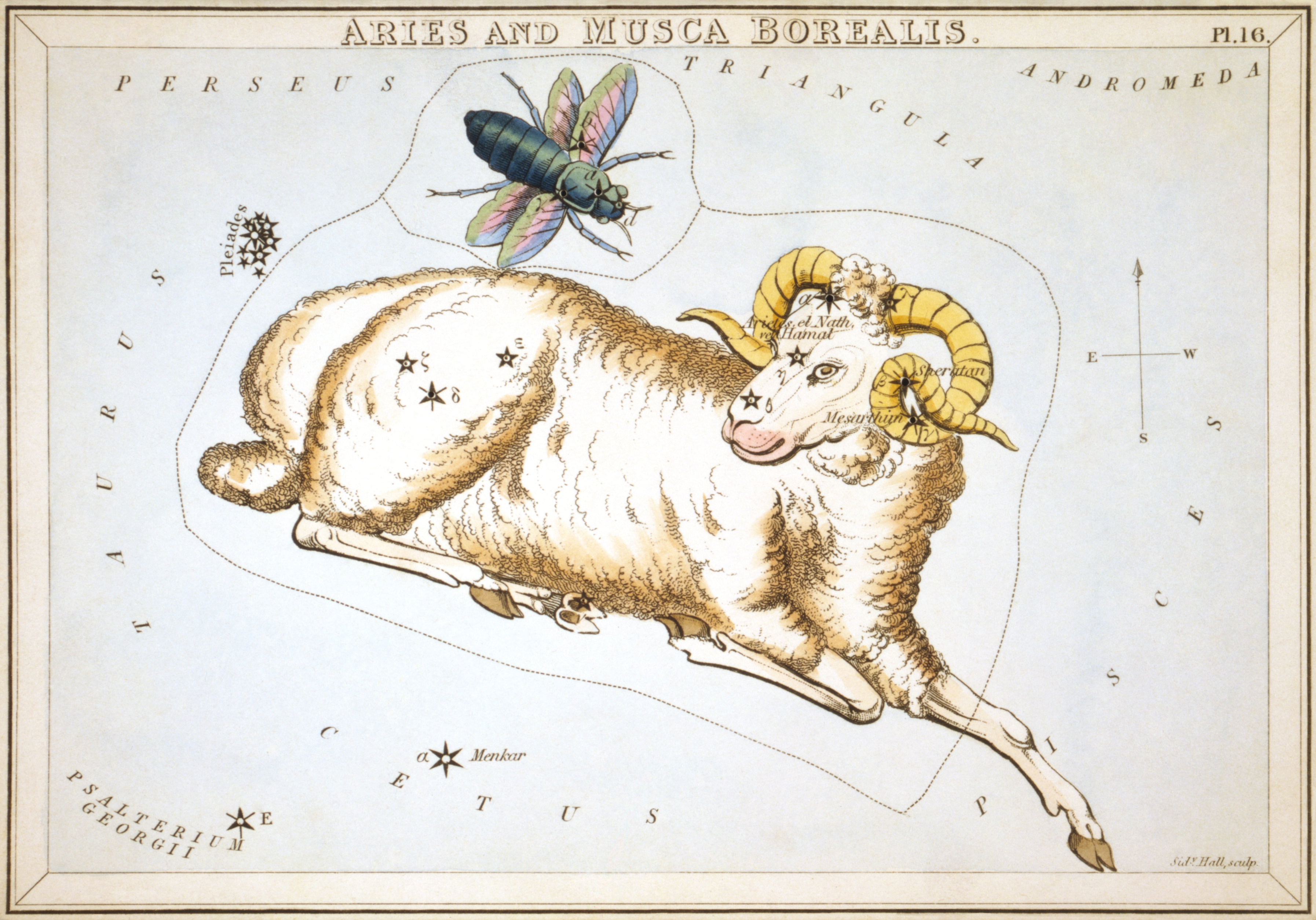
Het voormalige sterrenbeeld Musca Borealis (Noordelijke Vlieg) met het sterrenbeeld Ram

Voormalige sterrenbeelden zijn oude historische westerse sterrenbeelden, die om uiteenlopende redenen in de hedendaagse astronomie niet langer algemeen worden erkend en niet zijn opgenomen in de officiële inventarisatie door de Internationale Astronomische Unie (IAU). Een voorbeeld van een voormalig sterrenbeeld is Schip Argo (Argo Navis)..
Vóór 1930 waren veel van deze ter ziele gegane sterrenbeelden traditioneel in een of meer landen of culturen. Sommigen handhaafden zich slechts enkele decennia, maar andere werden gedurende vele eeuwen genoemd. Allen worden nu alleen nog erkend omdat ze een klassieke of historische waarde hebben. 
Vele voormalige sterrenbeelden hadden complexe Latijnse namen naar objecten, mensen of mythologische of zoölogische wezens. 
Sommige van de vroegere sterrenbeelden van de noordelijke hemel werden geplaatst in de minder met zichtbare sterren bezaaide gebieden tussen de traditionele, helderdere sterrenbeelden, om er de gaten te vullen. In de zuidelijke hemel werden vaak rond de 15e eeuw nieuwe sterrenbeelden gecreëerd door zeevaarders die de evenaar passeerden.
Reizigers afkomstig uit Europese landen zoals Engeland, Frankrijk, Nederland en de Duitse of Italiaanse staten ondersteunden en populariseerden vaak hun eigen constellatiecontouren. In sommige gevallen bezetten verschillende sterrenbeelden elkaar overlappende gebieden en omvatten ze dezelfde sterren. Deze voormalige sterrenbeelden komen vaak voor in oudere boeken, sterrenkaarten of sterrencatalogi.
De thans gehanteerde 88 moderne namen en grenzen van sterrenbeelden werden in 1930 door de Belgische astronoom Eugene Delporte gestandaardiseerd voor de IAU, met namen en grenzen die op een congres werden aangenomen.